# Ernst Steinitz
Pour les articles homonymes, voir Steinitz.
Ernst Steinitz (13 juin 1871 – 29 septembre 1928) est un mathématicien allemand.

## Biographie
Steinitz est né à Laurahütte (de) (Siemianowice Śląskie), arrondissement de Beuthen, province de Silésie, Royaume de Prusse. Fils de Sigismund Steinitz, un charbonnier juif et de sa femme Auguste Cohen, il eut deux frères. Il fit ses études à l'université de Breslau, où il passa sa thèse en 1894, et à l'université de Berlin. Il occupa ensuite des postes à Charlottenberg (devenu l'université technique de Berlin), à Breslau, et à l'université de Kiel, où il mourut en 1928. Steinitz avait épousé Martha Steinitz et ils ont eu un fils.

## Travaux
La thèse de Steinitz portait sur les configurations projectives ; il y démontrait entre autres que toute description abstraite d'une structure d'incidence de trois lignes par point et trois points par ligne peut être réalisée par une configuration de trois lignes du plan euclidien, dont au moins deux lignes droites. Sa thèse contenait aussi une preuve du théorème de König, sur l'existence d'un couplage complet pour tout graphe régulier biparti, formulé dans le langage des configurations.
En 1910, Steinitz publie dans le journal de Crelle un article qui aura beaucoup d'impact : Algebraische Theorie der Körper (Théorie algébrique des corps). Dans cet article, il étudie la théorie axiomatique des corps commutatifs et définit des concepts importants comme ceux de corps premier, corps parfait et degré de transcendance d'une extension de corps. Il démontre que tout corps possède une clôture algébrique.
Steinitz a aussi fait des contributions fondamentales à la théorie des polyèdres : le théorème de Steinitz pour les polyèdres (en) dit que les 1-squelettes de polyèdres convexes sont exactement les graphes planaires 3-connexes. Son travail dans ce domaine a été publié après sa mort, en 1934, dans le livre Vorlesungen über die Theorie der Polyeder unter Einschluss der Elemente der Topologie de Hans Rademacher.